# Соррилья, Эрвин
Эрвин Владимир Соррилья Перес (исп. Ervin Vladimir Zorrilla Perez; родился 14 мая 1996 года в Панама, Панама) — панамский футболист, нападающий эквадорского клуба «Манта».

## Клубная карьера
Соррилья начал карьеру в клубе «Тауро». 11 ноября 2012 года в матче против «Сан-Франсиско» он дебютировал в чемпионате Панамы. 26 октября 2014 года в поединке против «Атлетико Чирики» Эрвин забил свой первый гол за «Тауро». В начале 2015 года он перешёл в «Сан-Франсиско». 1 февраля в матче против «Альянса» Соррилья дебютировал за новую команду. 19 апреля в поединке против «Арабе Унидо» он забил свой первый гол за «Сан-Франсиско».

## Международная карьера
В 2013 году Соррилья завоевал серебряные медали на домашнем юношеском Кубке КОНКАКАФ. На турнире он сыграл в матчах против команд Тринидада и Тобаго, Канады, Мексики, Ямайки и Барбадоса. В ворота барбадосцев и канадцев Эрвин забил три мяча.
В том же году он принял участие в юношеском чемпионате мира в ОАЭ. На турнире Соррилья сыграл в матчах против сборных Узбекистана, Хорватии и Марокко. В поединке против марокканцев Эрвин забил гол.
В 2015 году Соррилья был включён в заявку молодёжной сборной Панамы на участие в Молодёжном кубке КОНКАКАФ на Ямайке. На турнире он сыграл в матчах против команд Мексики, Арубы, США, Ямайки, Тринидада и Тобаго и Гватемалы. В поединке против арубцев Эрвин забил по гол. По итогам соревнований он завоевал серебряную медаль.
Летом того же года Соррилья принял участие в молодёжном чемпионате мира в Новой Зеландии. На турнире он сыграл в матчах против команд Аргентины, Австрии и Ганы.

## Достижения
Международные
 Панама (до 17)
- Юношеский кубок КОНКАКАФ — 2013

 Панама (до 20)
- Молодёжный кубок КОНКАКАФ — 2015